# Refugio de las Vignettes

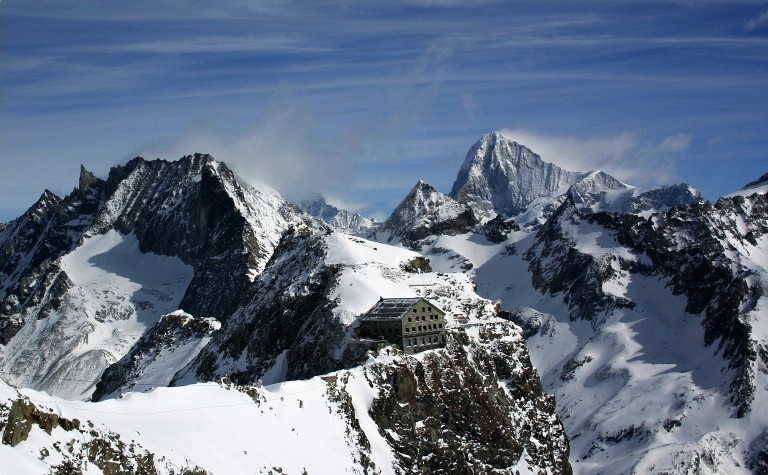
El refugio con la Aiguille de la Tsa (a la izquierda) y la Dent Blanche (a la derecha)

El refugio de les Vignettes es un refugio alpino del municipio de Evolène, Cantón del Valais, Suiza. Ubicado en el Val d'Herens, en los Alpes Peninos, está a 3160 msm. Es un punto conocido por ser lugar de parada de la ruta a pie o esquiando conocida como Haute Route, entre Chamonix y Zermatt.

## Historia
En 1924 se construyó en este lugar un vivac, iniciativa del alpinista inglés Stuart Jenkins. Tenía capacidad para albergar a 10 personas.
El edificio actual se edificó en el mismo sitio en 1946. Dispone de un pequeño helipuerto adosado. Tiene una capacidad de alrededor de 120 personas y está abierto en la época del año en que tiene vigilante. El resto del tiempo (año 2012) tiene un local de invierno abierto, apto para dormir 12 personas.

## Accesos
Se puede hacer la ascensión al refugio partiendo de Arolla y pasando por el glaciar de Pièce, en unas tres horas y media.

## Ascensiones
- Mont Blanc de Cheilon - 3870 msm
- Pigne d'Arolla - 3796 msm
- L'Evêque - 3.716 m
- Mont Collon - 3637 msm
- Aouille Tseuque - 3554 msm

## Travesías
- Refugio Nacamuli al Mont Collon - 2818 msm
- Cabaña de Bertol - 3311 msm
- Refugio de Chanrion - 2462 msm